# Хаттерас (остров)
Хаттерас (англ. Hatteras Island), в прошлом Кроатоан (Croatoan) — барьерный остров на побережье Северной Каролины в составе Внешних отмелей. Площадь — 85,56 км², население — 4001 человек (2000).

## География
Остров отделяет залив Памлико от Атлантического океана. Остров Хаттерас — один из самых длинных островов США. Длина — 68 км по прямой и 80 км по внешнему берегу.
В 2003 году в результате удара урагана Изабель остров оказался разделён на две части в результате образования пролива между городами Фриско и Хаттерас.
Здесь расположен Национальный парк Мыс Хаттерас.

## Населённые пункты
На острове находятся города Родант, Вэйвз, Салво, Эйвон, Бакстон, Фриско и Хаттерас.